# Trichocyclus
Trichocyclus – rodzaj pająków z rodziny Nasosznikowatych (Pholcidae). Opisany po raz pierwszy przez Eugène Simona w 1908 roku. Zawiera 23 gatunki występujące jedynie w Australii.

## Gatunki
Na rodzaj Trichocyclus składają się następujące gatunki:
- Trichocyclus arabana Huber, 2001
- Trichocyclus aranda Huber, 2001
- Trichocyclus arawari Huber, 2001
- Trichocyclus arnga Huber, 2001
- Trichocyclus balladong Huber, 2001
- Trichocyclus bugai Huber, 2001
- Trichocyclus djauan Huber, 2001
- Trichocyclus gnalooma Huber, 2001
- Trichocyclus grayi Huber, 2001
- Trichocyclus harveyi Huber, 2001
- Trichocyclus hirsti Huber, 2001
- Trichocyclus kokata Huber, 2001
- Trichocyclus kurara Huber, 2001
- Trichocyclus nigropunctatus Simon, 1908
- Trichocyclus nullarbor Huber, 2001
- Trichocyclus oborindi Huber, 2001
- Trichocyclus pandima Huber, 2001
- Trichocyclus pustulatus Deeleman-Reinhold, 1995
- Trichocyclus septentrionalis Deeleman-Reinhold, 1993
- Trichocyclus ungumi Huber, 2001
- Trichocyclus warianga Huber, 2001
- Trichocyclus watta Huber, 2001
- Trichocyclus worora Huber, 2001